# Dahlen, Nordsachsen
Dahlen là một thị xã thuộc huyện Nordsachsen, trong bang tự do Sachsen, nước Đức. Đô thị Dahlen, Nordsachsen có diện tích 71,68 km², dân số thời điểm ngày 31 tháng 12 năm 2005 là 5111 người. 
Thị xã là cửa ngõ vào rừng Dahlener. Các thị xã giáp ranh là Wermsdorf (11 km), Oschatz (12 km) và Torgau. Dahlen có cự ly 22 km về phía nam Torgau và 44 km về phía đông Leipzig.
Thị xã có lâu đài Dahlen xây thời gian 1744-1751.